# NN-120
La carretera NN‑120 es una vía departamental secundaria ubicada en el departamento de Río San Juan. Su función principal es conectar la comunidad de El Coral con zonas rurales orientales cercanas a La Batea, reforzando la conectividad con la NIC-7 y mejorando el acceso a comunidades del sureste nicaragüense.

## Trazado y cruces
| km   | Localidad / Punto | Departamento | Conexión / Ruta |
| ---- | ----------------- | ------------ | --------------- |
| 0,0  | El Coral          | Río San Juan | NIC 7           |
| 6,5  | Wapí              | Río San Juan | Camino rural    |
| 17,8 | La Batea          | Río San Juan | Camino rural    |

## Coordenadas
Uno de los tramos de la NN‑120 puede ser encontrado en las coordenadas: 11°45′40″N 84°27′16″O / 11.7610, -84.4545